# Joe Gordon (musicista)
Joseph Henry Gordon (Boston, 15 maggio 1928 – Santa Monica, 4 novembre 1963) è stato un trombettista statunitense di jazz.

## Biografia
Dopo gli studi musicali al New England Conservatory di Boston, debutta professionalmente con la band del vibrafonista Pete Diggs nel 1947.
Successivamente ottiene ingaggi nei gruppi di Sabby Lewis, Georgie Auld, Charlie Parker, Charlie Mariano, Lionel Hampton, Art Blakey, 
Jimmy Tyler e Don Redman.
Dizzy Gillespie lo assunse nella sua Big Band con la quale effettuò, nella primavera del 1956, una tournée in Medio Oriente.
In seguito, dopo una breve esperienza a capo di un proprio gruppo, lavora dal 1956 al 1958 con Herb Pomerpy.
Nel 1958 si stabilisce a Los Angeles, dove, nella veste di freelance suonò con jazzisti di primissimo piano della West Coast: Harold Land, Dexter Gordon, Benny Carter, Barney Kessel.
Dal 1958 al 1960 è nella band del batterista Shelly Manne.
Morì tragicamente per le ustioni riportate nell'incendio del suo letto: probabilmente si era addormentato con la sigaretta accesa.

## Discografia
Album (Leader)
- 1955 – Introducing Joe Gordon (EmArcy Records, MG 36025)
- 1961 – Lookin' Good! (Contemporary Records, M 3597/S 7597)